# Ekspozytura polityczna Gröbming
Ekspozytura polityczna Gröbming (niem. Politische Expositur Gröbming) – ekspozytura polityczna w Austrii, w kraju związkowym Styria, w powiecie Liezen. Siedziba ekspozytury znajduje się w miejscowości Gröbming. Ekspozytura dysponuje większością oddziałów (bez opieki socjalnej, nadleśnictwa i pomocy w przypadku klęsk żywiołowych) potrzebnych do funkcjonowania powiatu. 

## Historia
Ekspozytura powstała w 1868 wraz z utworzeniem powiatu Liezen. W 1873 z inicjatywy mieszkańców założono powiat Gröbming. Istniał on do 1938, gdy z inicjatywy nacjonalistów został ponownie włączony do powiatu Liezen. Obszar Gröbming odzyskał status ekspozytury w 1962.

## Geografia
Tereny ekspozytury leżą we wschodniej Styrii, otaczają je od północy Góry Dachstein, a od południa Schladminger Tauern. Wszystkie ważniejsze miejscowości, droga krajowa B146 i linia kolejowa położone są w przecinającej ekspozyturę Dolinie Górnej Anizy (Oberes Ennstal). Na zachodzie z ekspozyturą graniczy powiat Tamsweg, na południowym zachodzie powiat St. Johann im Pongau, na południowym wschodzie powiat Murau, na zachodzie z główną częścią powiatu Liezen i na północnym zachodzie powiat Gmunden.

## Podział administracyjny
Ekspozytura podzielona jest na dziewięć gmin, w tym jedną gminę miejską (Stadt), trzy gminy targowe (Marktgemeinde) oraz pięć gmin wiejskich (Gemeinde).
| Miasta 1. Schladming (6553) Gminy targowe 1. Gröbming (3144) 2. Haus (2429) 3. Öblarn (1966) | Gminy 1. Aich (1306) 2. Michaelerberg-Pruggern (1227) 3. Mitterberg-Sankt Martin (1946) 4. Ramsau am Dachstein (2917) 5. Sölk (1475) |

(liczba mieszkańców 1 stycznia 2023)